# 廣原暁
廣原 暁（ひろはら さとる、1986年5月16日 - ）は、日本の映画監督である。

## 経歴
大学の卒業制作として撮った監督作品『世界グッドモーニング!!』が、2010年のぴあフィルムフェスティバルで審査員特別賞を、京都国際学生映画祭では観客賞を受賞する。同作は第61回ベルリン国際映画祭フォーラム部門に正式出品されている。
第22回PFFスカラシップ作品である『HOMESICK』が2013年に劇場公開された。

## フィルモグラフィー

### 長編映画
- 世界グッドモーニング!!（2009年）
- 返事はいらない（2011年）
- HOMESICK（2013年）
- ポンチョに夜明けの風はらませて（2017年10月28日公開）[5]

### 短編映画
- 紙風船「あの星はいつ現れるか」（2010年）
- 遠くはなれて（2011年）
- 小さな想い出（2013年）
- 東映 presents HKT48×48人の映画監督たち「私だけの夏休み」（2017年）[6]